# ويليام جاكسون (سياسي أمريكي)
ويليام جاكسون (بالإنجليزية: William Jackson)‏ هو سياسي أمريكي، ولد في 2 سبتمبر 1783 في نيوتن في الولايات المتحدة، وتوفي بنفس المكان في 27 فبراير 1855. حزبياً، نشط في مناهضة الماسونية. وقد انتخب عضو مجلس نواب ماساتشوستس وانتخب عضو مجلس النواب الأمريكي.